# Felipe Gómez de Valencia
Pour les articles homonymes, voir Gómez.

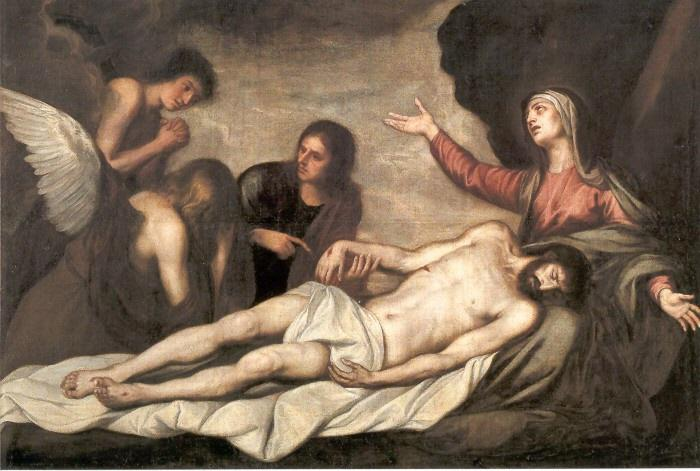
Lamentation sur le Christ mort, huile sur toile, d'après d' Anton van Dyck (180 x 275 cm), Musée des Beaux-Arts de Grenade.

Felipe Gómez de Valencia est un peintre baroque espagnol, né à Grenade en 1634, mort dans cette ville en 1679. 

## Biographie
Il prit des leçons de J. Ciesa et exécuta un grand nombre de tableaux et de dessins à la plume fort estimés qui imitent le genre d'Alonzo Cano. On cite de lui la Présentation des clefs de Séville à Ferdinand III par les députés maures, et un Christ dans le linceul.